# Луїс Волтер Альварес
Луїс Волтер Альварес (англ. Luis Walter Alvarez; 13 червня 1911, Сан-Франциско — 1 вересня 1988, Берклі) — американський фізик та винахідник, дослідник ядерної фізики та космічного випромінювання. Лауреат Нобелівської премії з фізики в 1968 році. В 1937 році зробив перший експеримент захоплення К-електрона атомним ядром. Винайшов техніку утворення повільних нейтронів. Разом зі своїм сином — геологом Волтером Альваресом запропонував метеоритну гіпотезу вимирання динозаврів.

## Гіпотеза Альвареса
В 1980 році запропонував метеоритну гіпотезу вимирання динозаврів на основі відкриття іридієвої аномалії у відкладеннях земної кори на кордоні відкладень крейдово-палеогенової межі (K — Pg межа), яка потім названо гіпотезою Альвареса. Пізніше його теорію доведено знахідкою воронки від метеорита. Група науковців, очолювана Альваресом, приблизно обчислила масу метеорита та оцінила його діаметр у 10 км. Пізніше теорія знайшла визнання як одна з основних, була суттєво доповнена та розвинена вже після смерті Альвареса, так, в 2013 році було скориговано вік не в 65,5 а 66 млн, більш досконало вивчено відкладення в іридію, кварцу в крейдово-палеогеновій межі тощо.